# Paul-Henri Dumas
Paul-Henri Dumas, francoski general, * 1894, † 1964.